# Thành cổ Quảng Ngãi

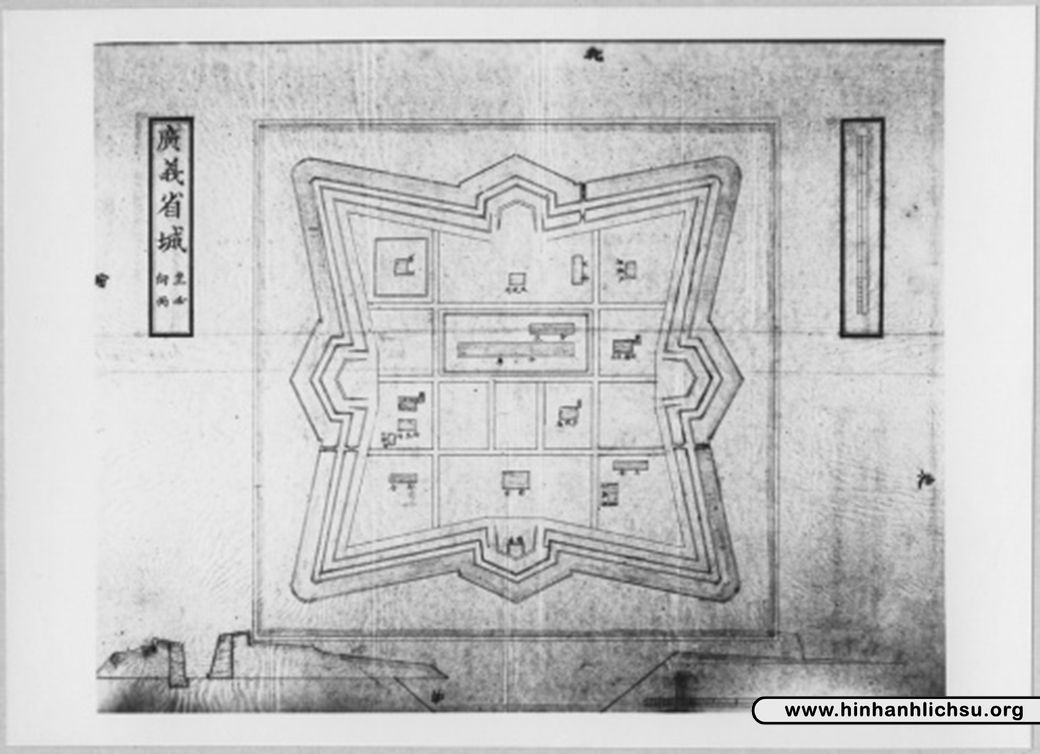
Bản vẽ thành Quảng Ngãi

Thành cổ Quảng Ngãi, còn gọi là Cẩm thành hay thành Gấm, là một thành lũy được xây dựng vào năm 1807 thời nhà Nguyễn ở Quảng Ngãi, Việt Nam. Thành cổ Quảng Ngãi là trong 29 thành được xây dựng ở thời nhà Nguyễn.
Trước năm 1945, thành được dùng làm trung tâm hành chính của nhà Nguyễn và của chính quyền thực dân Pháp. Năm 1947, thành đã bị Việt Minh thực hiện tiêu thổ kháng chiến phá hủy hoàn toàn. Cùng năm này, thực dân Pháp cũng đã lên núi Thiên Ấn và đốt cháy điện Thiên Ấn trong khuôn viên chùa Thiên Ấn. Thành cổ hiện chỉ còn dấu tích nằm phía trước khách sạn Ninh Thọ, thuộc khuôn viên quảng trường tỉnh Quảng Ngãi, cạnh một con đường nằm ở phía đông nam thị xã Quảng Ngãi trước đây.

## Tên gọi
Cẩm thành là cái tên xuất hiện ở thế kỷ 19, còn dùng để chỉ vùng Quảng Ngãi ngày nay, với trung tâm là thành cổ Quảng Ngãi. Có giả thuyết cho rằng cái tên này do Nguyễn Cư Trinh đặt ra nhưng cũng có giả thuyết khác . Cẩm có nghĩa là đẹp; vậy Cẩm thành có nghĩa là thành đẹp vì trong Quảng Ngãi thập nhị cảnh có nêu rõ 12 cảnh đẹp xứ Quảng  Lưu trữ ngày 18 tháng 5 năm 2008 tại Wayback Machine:
1. Thiên Ấn niêm hà
2. Long Đầu hí thủy
3. Thiên Bút phê vân
4. La Hà thạch trận
5. Thạch Bích tà dương
6. Hà Nhai vãn độ
7. An Hải sa bàn
8. Cổ Lũy cô thôn
9. Liên Trì dục nguyệt
10. Vu Sơn lộc trường
11. Vân Phong trúc vũ
12. Thạch Cơ điếu tẩu

## Câu chuyện
Vua Nguyễn Ánh (Gia Long) thật tinh tường khi chọn xây dựng thành Quảng Ngãi thay vì chọn vùng đất Phú Nhơn (tả ngạn sông Trà Khúc) trước đó, cách xa hơn là Châu Sa là lỵ sở của người Chăm và cũng là nơi đặt tam ty của Thừa tuyên Quảng Nam triều Lê. Thành Quảng Ngãi được xây dựng có bình đồ hình vuông cổng chính hướng về phía bắc (kinh thành Huế). Thành phố Quảng Ngãi hiện nay được xây dựng trên nền thành cổ.